# Leucanopsis luridioides
Leucanopsis luridioides là một loài bướm đêm thuộc phân họ Arctiinae, họ Erebidae.